# Phyllium giganteum
Phyllium giganteum Hausleithner, 1984 (chiamato anche fillio o comunemente insetto-foglia) è un insetto fasmoideo della famiglia dei Phylliidae, molto abile nel mimetizzarsi tra il fogliame, data la particolare somiglianza.
Tali insetti sono fitofagi e vivono in zone umide, in particolare nelle Indie e nelle isole dell'Oceano indiano.

## Galleria d'immagini

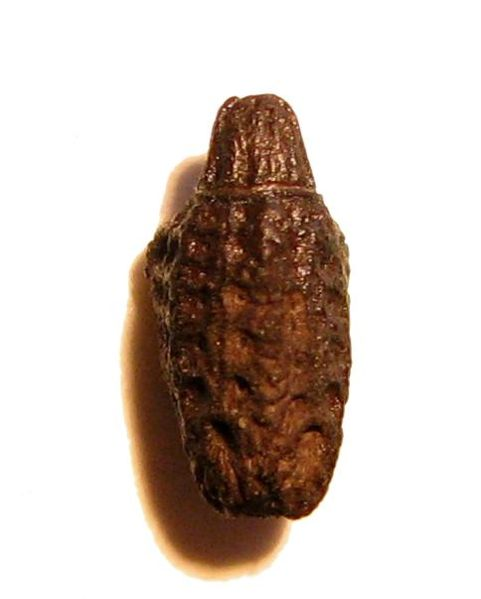
Uovo di Phyllium giganteum
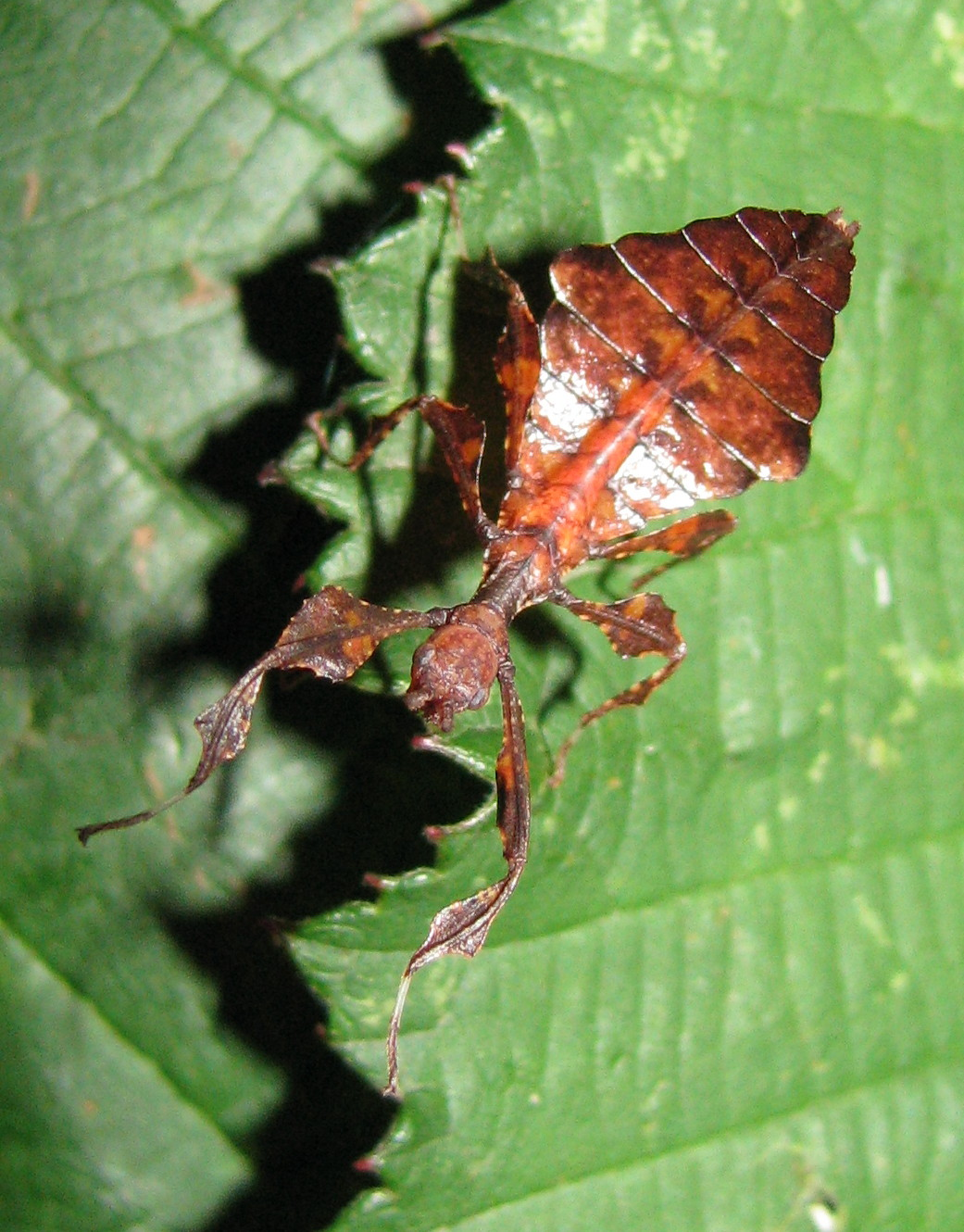
Larva di Phyllium giganteum
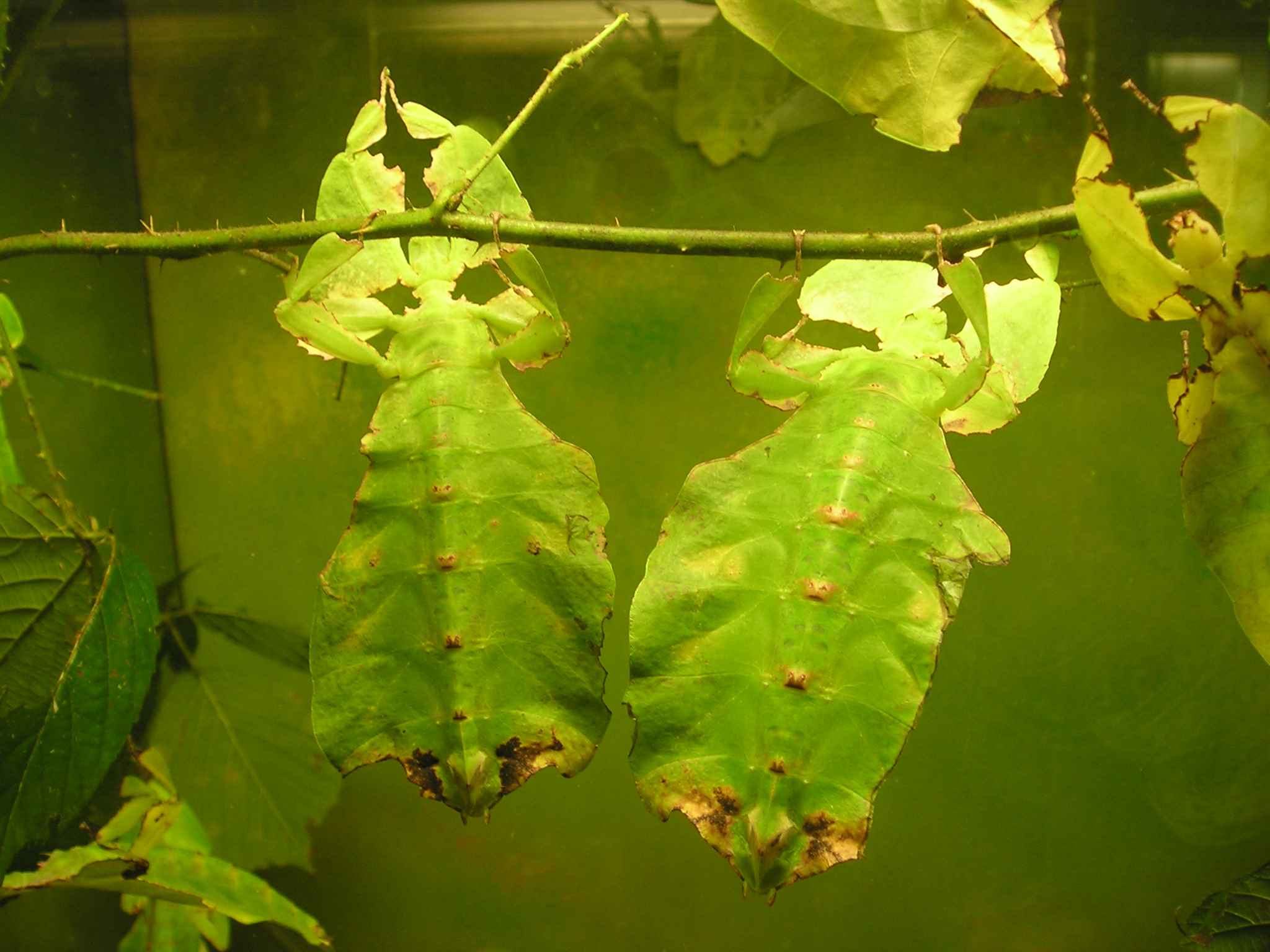
Esemplari adulti di Phyllium giganteum
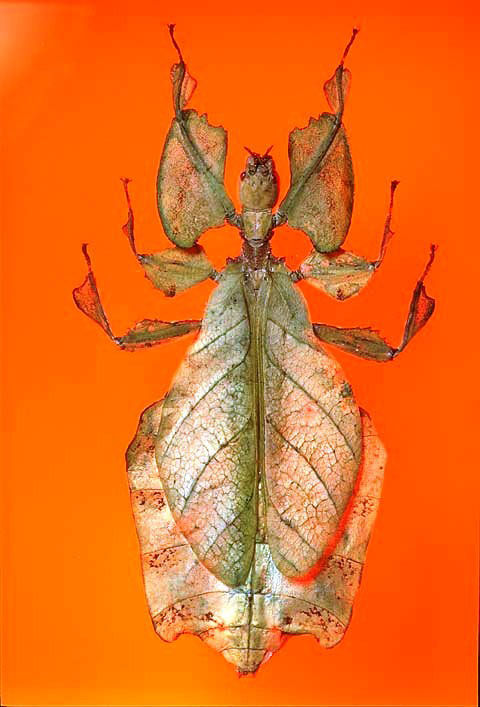
Phyllium giganteum
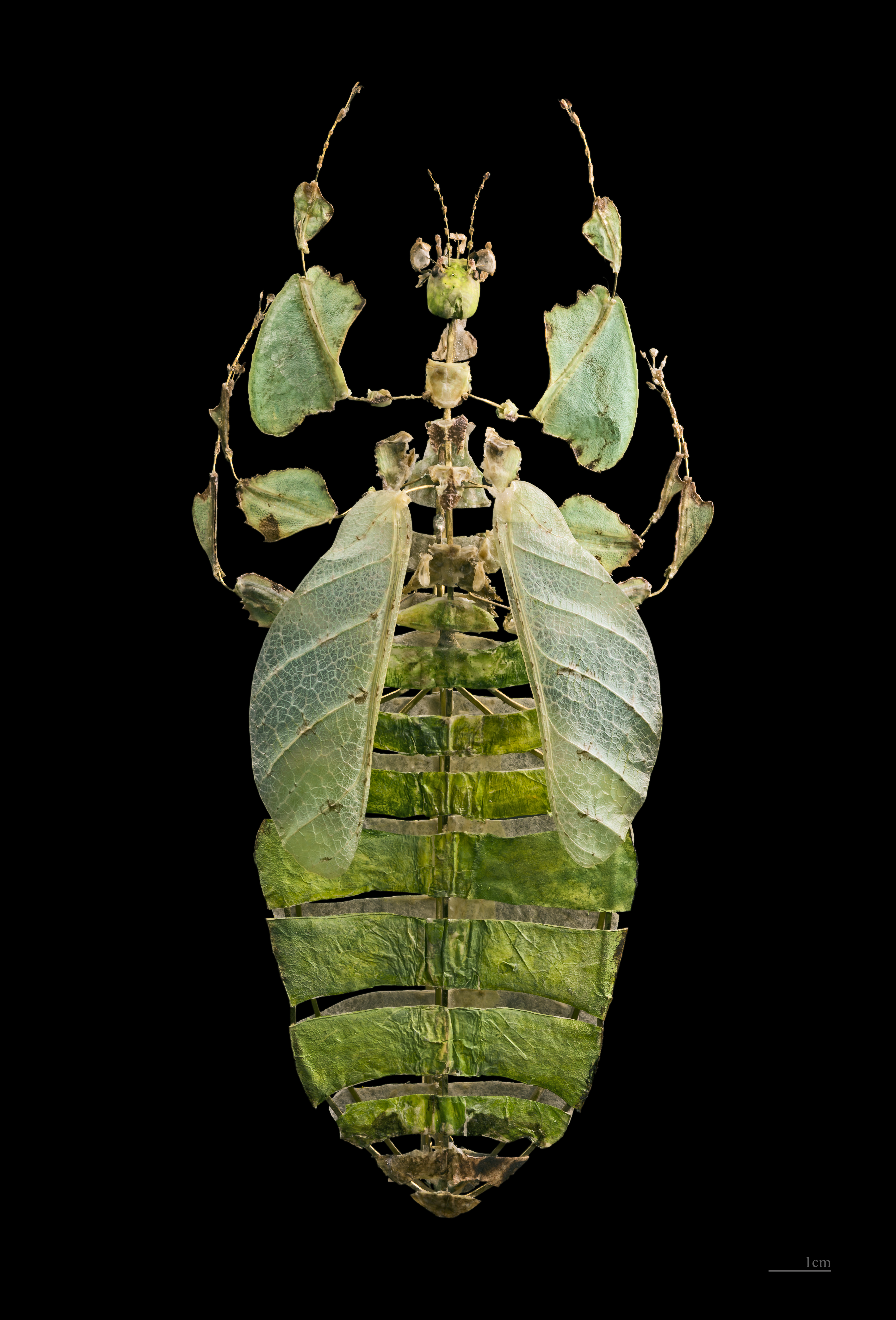
Esemplare da collezione disarticolato e preparato alla beauchêne.